# Myrmarachne naro
Myrmarachne naro là một loài nhện trong họ Salticidae.
Loài này thuộc chi Myrmarachne. Myrmarachne naro được Fred R. Wanless miêu tả năm 1978.